# Lotto (Radsportteam)
Lotto ist ein belgisches Radsportteam mit Sitz in Herentals.

## Organisation und Geschichte

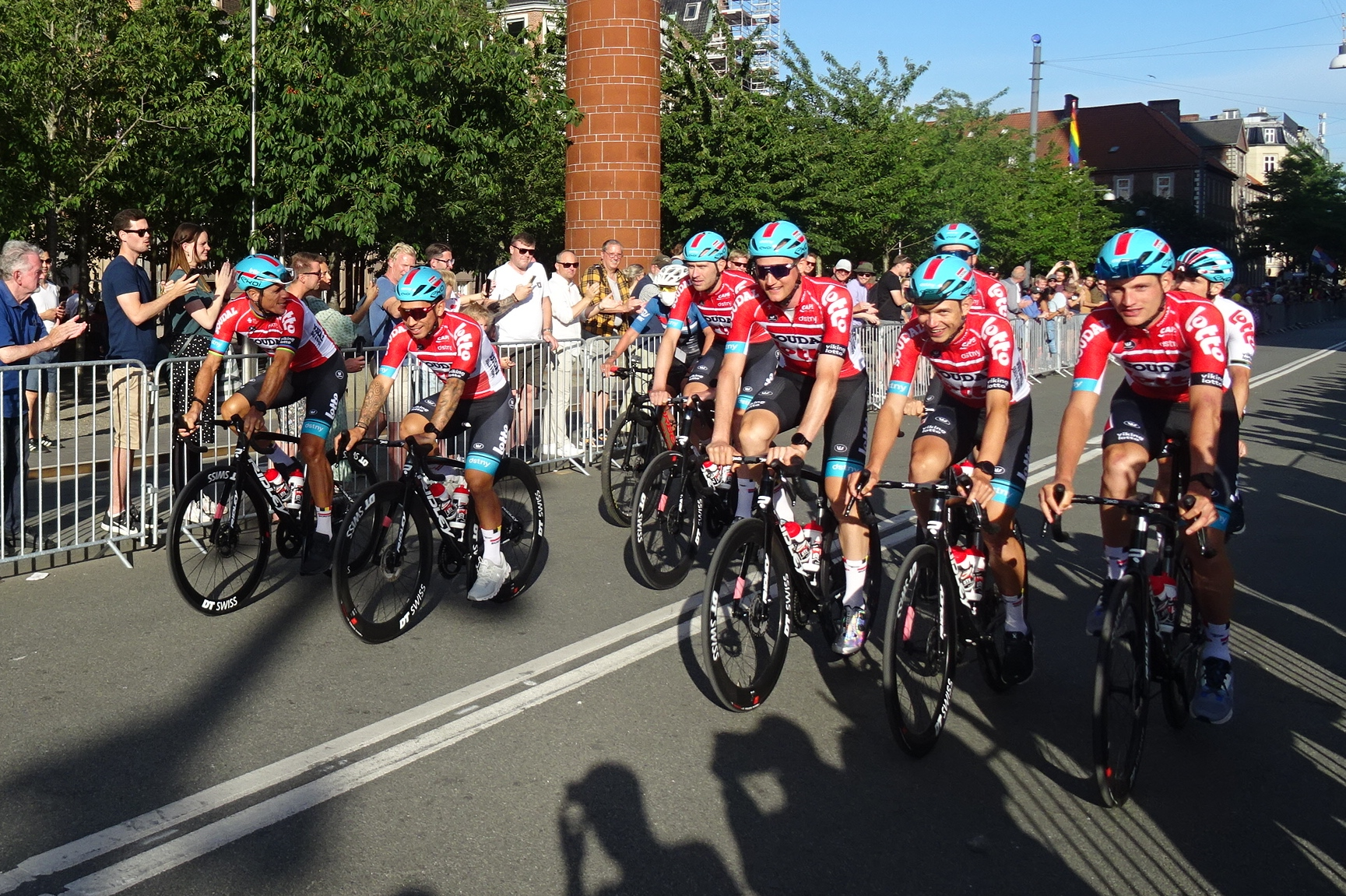
Als Lotto-Soudal bei der Tour de France 2022

Da die beiden Hauptsponsoren des Omega Pharma-Lotto-Teams sich nicht auf eine gemeinsame Strategie für die Zukunft einigen konnten, endete das gemeinsame Engagement Ende 2011. Lotto wollte mit seinen ebenfalls auf den belgischen Markt ausgerichteten Co-Sponsoren eine fast ausschließlich aus belgischen Fahren bestehendes ProTeam zusammenstellen. Dieses Team übernahm zwar einen Großteil der sportlichen Leitung und des Fahrerstamms von Omega Pharma-Lotto, wurde aber nicht von dessen Betreiberfirma Belgian Cycling Company SA  gemanagt und übernahm nicht die bestehende ProTeam-Lizenz, sondern wurde von der UCI als neues Team lizenziert.
Teammanager wurde der bisher in gleicher Funktion bei Omega Pharma-Lotto tätige Belgier Marc Sergeant, der von zwei Sportlichen Leitern, die ebenfalls von Omega Pharma-Lotto kommen werden, unterstützt wird. Benannt sind Herman Frison, der seit 1993 im Team Lotto arbeitet, und Mario Aerts, der Ende 2011 seine aktive Laufbahn beendete und seit 1998 mit Marc Sergeant zusammenarbeitet. Von 2019 bis 2022 war das Team unter Leitung von John Lelangue, zur Saison 2023 übernahm den Posten Stéphane Heulot.
Von 2012 bis 2022 war das Team als UCI WorldTeam lizenziert. Ende 2012 trat das Team dem Mouvement Pour un Cyclisme Crédible bei. Einer der Hauptsponsoren ist bisher durchgehend die belgische Lotterie Lotto. Als zweiter Hauptsponsor waren Belisol und Soudal aktiv, bereits Anfang 2022 wurde das Kommunikationsunternehmen Dstny als neuer Sponsor ab der Saison 2023 bekannt gegeben.
In die Teamstrukturen ist das Lotto Dstny Development Team integriert, das seit der Saison 2023 als offizielles Development Team im Besitz einer Lizenz als UCI Continental Team ist.
Das Dreijahresranking 2020 bis 2022 beendete das Team Lotto-Soudal auf Platz 19 und verpasste damit um einen Platz die sportliche Qualifikation für die UCI WorldTour in der Saison 2023. Zwar beantragte das Team für 2023 eine Lizenz als UCI WorldTeam, wurde jedoch entsprechend den Regularien der UCI als UCI ProTeam lizenziert.
Nach der Saison 2024 beendete der zweite Titelsponsor Dstny die Zusammenarbeit. Aufgrund der geringeren finanziellen Mittel wurde der Kader für die Saison 2025 auf 25 Fahrer verkleinert. Mehrere Leistungsträger wie Victor Campenaerts, Maxim Van Gils und Andreas Kron verließen das Team, Neuverpflichtungen kamen mehrheitlich aus dem Development Team.

## Platzierungen in UCI-Ranglisten
UCI World Ranking
| World Ranking | World Ranking | World Ranking         | World Ranking |
| Jahr          | Teamwertung   | Einzelwertung         |               |
| ------------- | ------------- | --------------------- | ------------- |
| 2016          | —             | André Greipel (37. )  |               |
| 2017          | —             | Tim Wellens (20. )    |               |
| 2018          | —             | Tim Wellens (9. )     |               |
| 2019          | 9.            | Tim Wellens (17. )    |               |
| 2020          | 17.           | Caleb Ewan (35. )     |               |
| 2021          | 18.           | Tim Wellens (65. )    |               |
| 2022          | 14.           | Arnaud De Lie (6. )   |               |
| 2023          | 9.            | Arnaud De Lie (14. )  |               |
| 2024          | 9.            | Maxim Van Gils (14. ) |               |
|               |               |                       |               |
| Quelle: UCI   |               |                       |               |

UCI World Tour
| UCI World Tour | UCI World Tour | UCI World Tour               | UCI World Tour |
| Jahr           | Teamwertung    | Einzelwertung                |                |
| -------------- | -------------- | ---------------------------- | -------------- |
| 2011           | 1.             | Philippe Gilbert (1. )       |                |
| 2012           | 11.            | Jurgen Van Den Broeck (14. ) |                |
| 2013           | 18.            | André Greipel (37. )         |                |
| 2014           | 15.            | Tim Wellens (25. )           |                |
| 2015           | 9.             | André Greipel (24. )         |                |
| 2016           | 14.            | Tim Wellens (34. )           |                |
| 2017           | 13.            | Tim Wellens (21. )           |                |
| 2018           | 15.            | Tim Wellens (18. )           |                |
|                |                |                              |                |
| Quelle: UCI    |                |                              |                |

## Mannschaft 2025
| Teamkader 2025                   | Teamkader 2025     | Teamkader 2025         | Teamkader 2025                                 |
| Name                             | Geburtsdatum       | Land                   | Vorheriges Team                                |
| -------------------------------- | ------------------ | ---------------------- | ---------------------------------------------- |
| Jenno Berckmoes                  | 4. Februar 2001    | Belgien                | Team Flanders-Baloise (2023)                   |
| Cedric Beullens                  | 27. Januar 1997    | Belgien                | Sport Vlaanderen-Baloise (2021)                |
| Lars Craps                       | 17. Oktober 2001   | Belgien                | Team Flanders-Baloise (2024)                   |
| Logan Currie                     | 24. Juni 2001      | Neuseeland             | Bolton Equities Black Spoke Pro Cycling (2023) |
| Jasper De Buyst                  | 24. November 1993  | Belgien                | Topsport Vlaanderen-Baloise (2014)             |
| Arnaud De Lie                    | 16. März 2002      | Belgien                | Lotto-Soudal Development (2021)                |
| Steffen De Schuyteneer           | 24. Februar 2005   | Belgien                | Lotto Dstny Development Team (2024)            |
| Jarrad Drizners                  | 31. Mai 1999       | Australien             | Hagens Berman Axeon (2021)                     |
| Joshua Giddings                  | 20. Juli 2003      | Vereinigtes Königreich | Lotto Dstny Development Team (2024)            |
| Jonas Gregaard                   | 30. Juli 1996      | Dänemark               | Uno-X Pro Cycling Team (2023)                  |
| Sébastien Grignard               | 29. April 1999     | Belgien                | Lotto-Soudal U23 (2020)                        |
| Arjen Livyns                     | 1. September 1994  | Belgien                | Bingoal Pauwels Sauces WB (2022)               |
| Milan Menten                     | 31. Oktober 1996   | Belgien                | Bingoal Pauwels Sauces WB (2022)               |
| Robin Orins                      | 6. März 2002       | Belgien                | Lotto Dstny Development Team (2024)            |
| Alec Segaert                     | 16. Januar 2003    | Belgien                | Lotto Dstny Development Team (2023)            |
| Eduardo Sepúlveda                | 13. Juni 1991      | Argentinien            | Drone Hopper-Androni Giocattoli (2022)         |
| Liam Slock                       | 18. September 2000 | Belgien                | Lotto-Soudal Development (2022)                |
| Lionel Taminiaux                 | 21. Mai 1996       | Belgien                | Alpecin-Deceuninck (2023)                      |
| Jarne Van de Paar                | 23. Oktober 2000   | Belgien                | Lotto-Soudal Development (2022)                |
| Lorenz Van de Wynkele            | 19. August 2001    | Belgien                | Lotto Dstny Development Team (2024)            |
| Lennert Van Eetvelt              | 17. Juli 2001      | Belgien                | Lotto-Soudal Development (2022)                |
| Brent Van Moer                   | 12. Januar 1998    | Belgien                | Lotto-Soudal U23 (2019)                        |
| Henri Vandenabeele               | 15. April 2000     | Belgien                | Team DSM-Firmenich (2023)                      |
| Baptiste Veistroffer             | 29. Mai 2000       | Frankreich             | Decathlon AG2R La Mondiale Development (2024)  |
| Reuben Thompson                  | 15. Februar 2001   | Neuseeland             | Groupama-FDJ (2024)                            |
| Elia Viviani (20. Feb.–31. Dez.) | 7. Februar 1989    | Italien                | Ineos Grenadiers (2024)                        |
| Toon Aerts (1. Mai–31. Dez.)     | 19. Oktober 1993   | Belgien                | Deschacht-Hens-FSP (2025)                      |
| Victor van de Putte (7. Apr.–)   | 20. Mai 2002       | Belgien                | Deschacht-Hens-FSP (2025)                      |
|                                  |                    |                        |                                                |
| Quelle: ProCyclingStats          |                    |                        |                                                |